# Medaglia per lo sviluppo delle terre vergini
La medaglia per lo sviluppo delle terre vergini è stata un premio statale dell'Unione Sovietica.

## Storia
La medaglia venne istituita il 26 ottobre 1956.

## Assegnazione
La medaglia veniva assegnata agli agricoltori e ai lavoratori di aziende statali per premiare i meriti nello sviluppo delle terre vergini e incolte in Kazakistan, Siberia, negli Urali, nel bacino del Volga e nel Caucaso del Nord.

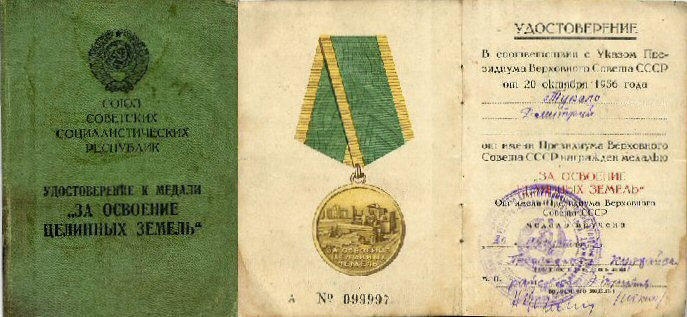
Documento di attestazione.

## Insegne
- La  medaglia era di ottone. Il dritto raffigurava l'immagine di una mietitrebbia C-4 in un campo con un silo di grano sullo sfondo all'orizzonte, in fondo, l'iscrizione rilievo su tre righe "PER LO SVILUPPO DELLE TERRE VERGINI" (Russo: «За освоение целинных земель»). Sul retro lungo la circonferenza sinistra vi erano spighe di grano, su quella destra pannocchie, sotto una falce e un martello con raggi di sole.
- Il nastro era verde con bordi gialli.